# Luhe-Wildenau
Luhe-Wildenau je městys (Markt) v německé spolkové zemi Bavorsko. Je součástí zemského okresu Neustadt an der Waldnaab ve vládním obvodu Horní Falc. Žije zde přibližně 3 400 obyvatel.

## Geografie

### Zeměpisná poloha
Obec se nachází v údolí řeky Náby obklopena rozsáhlými lesy. Na severu katastru města vzniká řeka Nába soutokem říček Waldnaab a Haidenaab. V části Luhe se do Náby vlévá řeka Luhe. Údolí Náby je otevřeno severojižním směrem, zatímco na východ a západ vyrůstají hřebeny horního Falckého lesa. V údolí řeky Náby prochází železniční trať Regensburg - Oberkotzau (–Hof), dálnice A93 a bývalá dálková silnice č. 15.
Na břehu řeky Waldnaab byl v provozu malý vodní hamr. První mlýn na řece Nábě je v Luhe. Dříve zde vodní energie poháněla pilu a obilný mlýn, dnes voda napájí elektrické generátory.

### Sousední obce
Luhe-Wildenau sousedí s následujícími obcemi od západu: Kohlberg, Etzenricht, okresní město Weiden in der Oberpfalz, Pirk, Wernberg-Köblitz a Schnaittenbach. 
| Růžice kompasu | Etzenricht     | Weiden in der Oberpfalz | Pirk             | Růžice kompasu |
| Růžice kompasu | Kohlberg       | Sever                   | Pirk             | Růžice kompasu |
| Růžice kompasu | Kohlberg       | Luhe-Wildenau           | Pirk             | Růžice kompasu |
| Růžice kompasu | Kohlberg       | Jih                     | Pirk             | Růžice kompasu |
| Růžice kompasu | Schnaittenbach | Wernberg-Köblitz        | Wernberg-Köblitz | Růžice kompasu |

### Místní části
Luhe-Wildenau má 14 místních částí
- Forsthof
- Gelpertsricht
- Glaubenwies
- Grünau
- Luhe
- Meisthof
- Neudorf bei Luhe

- Neumaierhof
- Oberwildenau
- Ödhof
- Schwanhof
- Seibertshof
- Sperlhammer
- Unterwildenau

## Historie

### Slovanské osídlení
Existují důkazy o osídlení již před 6. stoletím před naším letopočtem (mohyla v Neumaierhofu). Dlouho před rokem 1000 pronikali slovanští osadníci z východu do oblasti horního Falckého lesa a i do údolí řeky Náby. Dokument z roku 905 vypráví o určitém majetku, který král Ludvík Dítě na žádost markraběte Luitpolda daroval tzv. Hube, tj. dvůr s půdou, od toku řeky Luhe, který dříve vlastnil otrok jménem Gruonkin:  (‚… cuidam homini suo nomine Immo in comitatu senioris sui prope aquam que dicitur Loua unam quam sclauus quidam nomine Gruonkin quondam obsederat …‘).

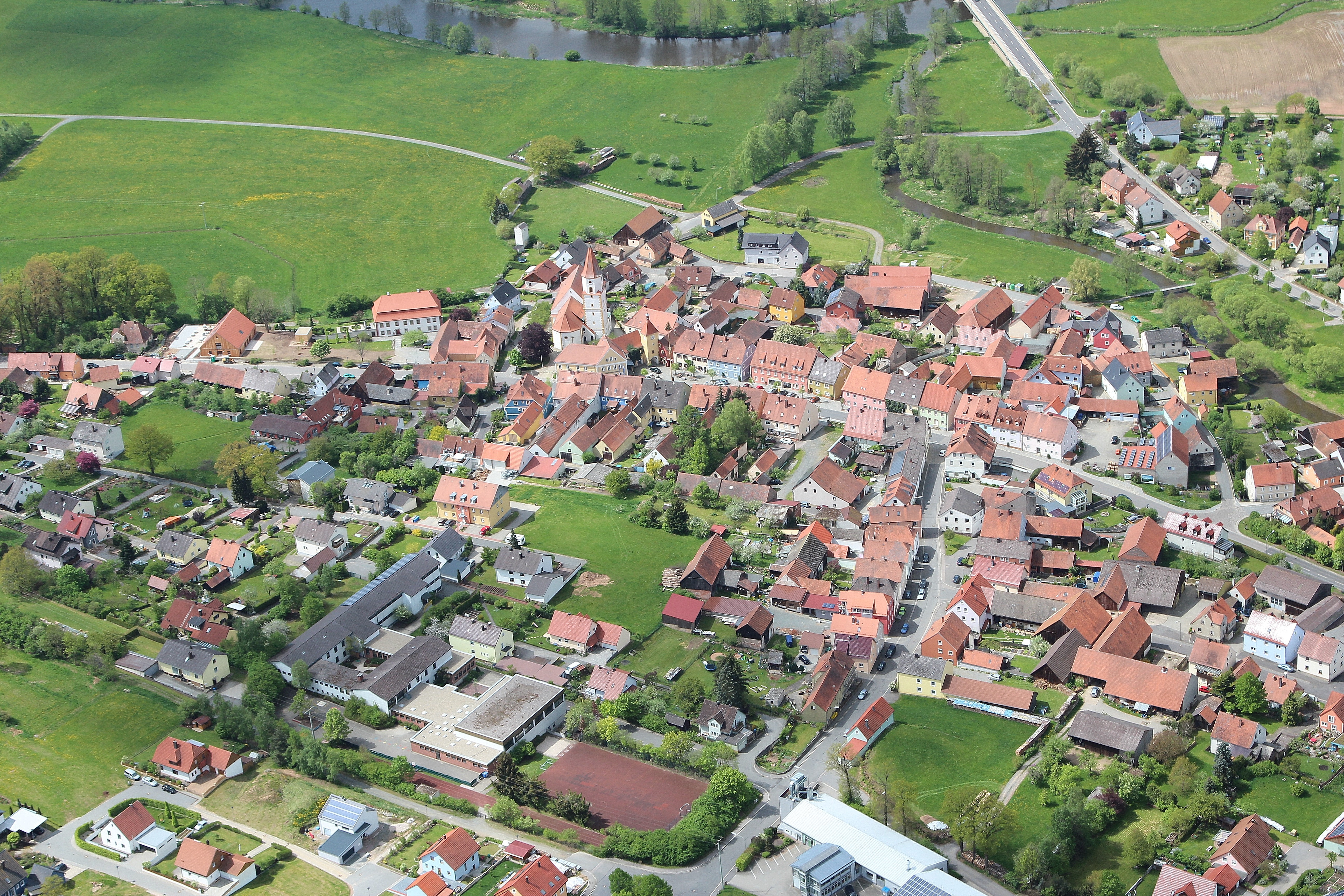
Letecký pohled na část Luhe

### Vznik obce
Původ místa Luhe se tradujue ke „křižovatce tří starých cest“ [5]. Podél Náby z Řezna do Magdeburgu kolem Schwarzenfeldu, Nabburgu, Pfreimdu a Wernbergu na sever, která vedla k Wismarské zátoce přes střední Německo. Tato pravděpodobně nejstarší obchodní cesta v Horní Falci protínala Luhe, „kterou prý zmiňoval již ve 2. století n. l. Claudius Ptolemajský z Alexandrie...“ Druhá stará obchodní stezka vedla z Norimberku přes Amberg a Luhe do Chebu. Poslední „starobylá cesta“ přicházela ze Sulzbachu vedla přes Luhe podél stejnojmenné řeky k Michldorfu, Kaimlingu, Waldau a odtud přes Georgenberg do Tachova.

### Městys Luhe
Přesný čas vzniku obce Luhe nelze určit. Je však jisté, že Luhe vznikl již před rokem 1280, protože tehdy byl poprvé zmíněn jako trhová obec v dodatku k Parkstein-Weiden-Flosského Urbáře berního úřadu ve Straubingu. V polovině 13. století byla Luhe udělena tržní práva. Toto privilegium potvrdil v roce 1331 císař Ludvík Bavor a v roce 1383 pražský arcibiskup Jan z Jenštejna. Obyvatelům Luhe bylo umožněno pořádat dvakrát ročně výroční trh a každou středu tržní den. Privilegium z roku 1331 zahrnovalo také propůjčení soudních pravomocí. V roce 1376 bylo pražským arcibiskupem povoleno také pořádání pouti. Starý trh v Luhe získal jako hospodářská křižovatka značný hospodářský význam. Právě zde se středověká Magdeburger Straße, která vede severojižním směrem, protíná s Alte Heerstraße (část Zlaté cesty) vedoucí z Norimberku do Prahy. Dalším důležitým spojením byl Amberg, centrum pozdně středověké těžby železné rudy. Obchod a řemesla těžily v Luhe z centrálního umístění. O cestující, formany a tažná zvířata se musel někdo postarat. V té době už byly v Luhe čtyři mlýny, několik hostinců, pekáren, řezníků a obchodů se smíšeným zbožím. Trasa poštovního dostavníku zřízeného na konci 17. století vedla přes Luhe z Řezna  do Chebu. Železnice byla postavena v roce 1863. Do roku 1910 zde byly vybírány mýtné poplatky. V 17. a 18. století byly v Luhe k nalezení všechny obvyklé obchody. Kromě potravinářského průmyslu také tkalci, kováři, koláři, kovotepci, kožedělníci, ševci a tesaři se zvláštními řemeslnými předpisy. Od roku 1420 se v Luhe také vařilo pivo.
V roce 1928 se velká část městyse Luhe stala obětí požáru. Při mlácení vypukl z elektrického zkratu oheň. Celé tržiště a mnoho dalších domů v obci bylo zničeno (zasaženo bylo  44 nemovitostí), oheň se zastavil před farním kostelem.

## Pamětihodnosti

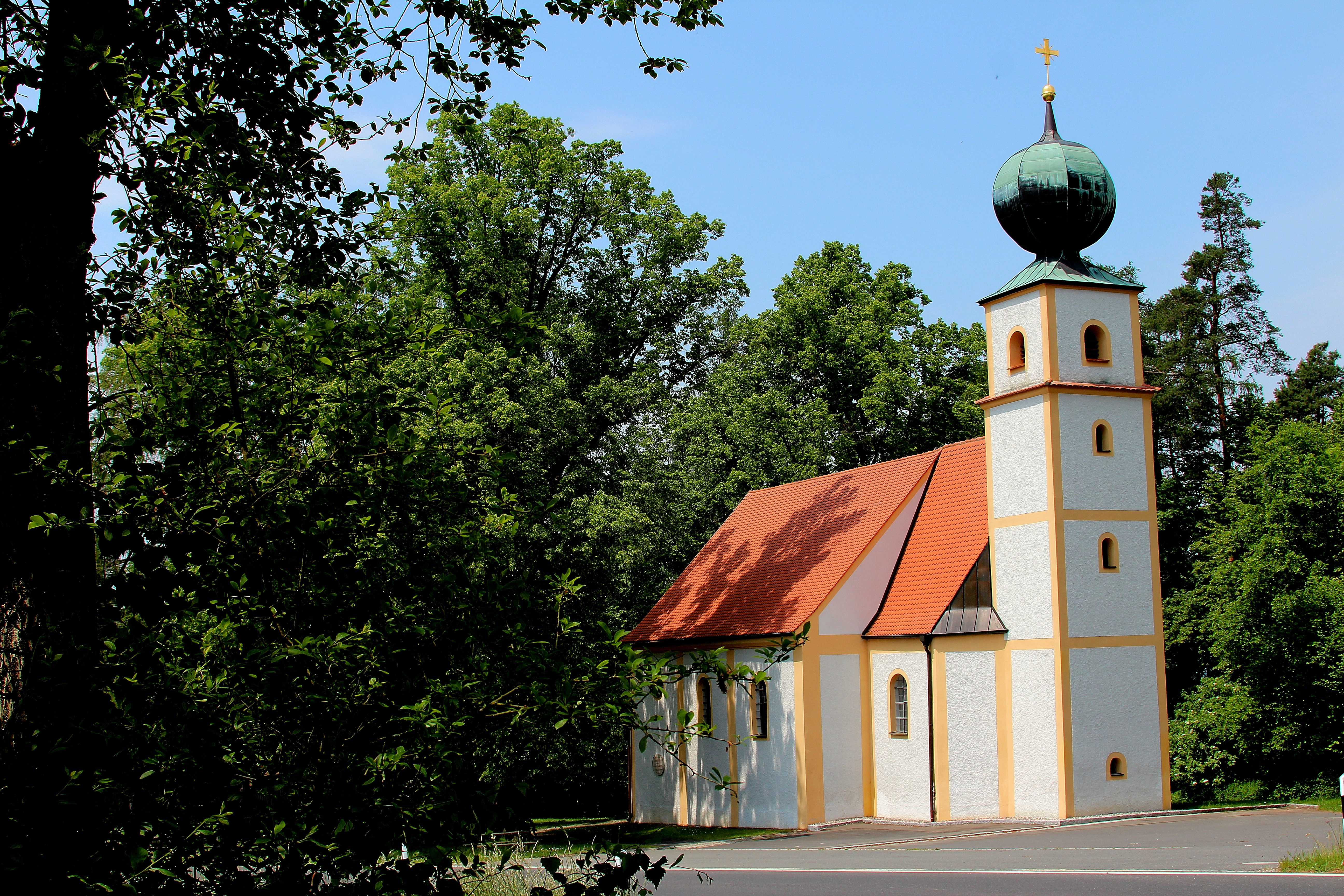
Poutní kostel svatého Mikuláše v Luhe

- Poutní kostel svatého Mikuláše v LuheFarní kostel svatého Martina v Luhe: středověký opevněný kostel s barokním a rokokovým interiérem a se sedmi oltáři
- Barokní svatyně svatého Mikuláše v Luhe / Koppelbergu
- Novogotická kaple Panny Marie Bolestné v Luhe
- Stará radnice s historickým tržištěm v Luhe (se švédskou věží, pranýřem a kamenným reliéfním mečem)
- Stará barokní fara v Luhe
- Hamernický zámeček a kaple svatého Vavřince v Unterwildenau ze začátku 17. století
- Novobarokní socha Madony na náměstí v Luhe

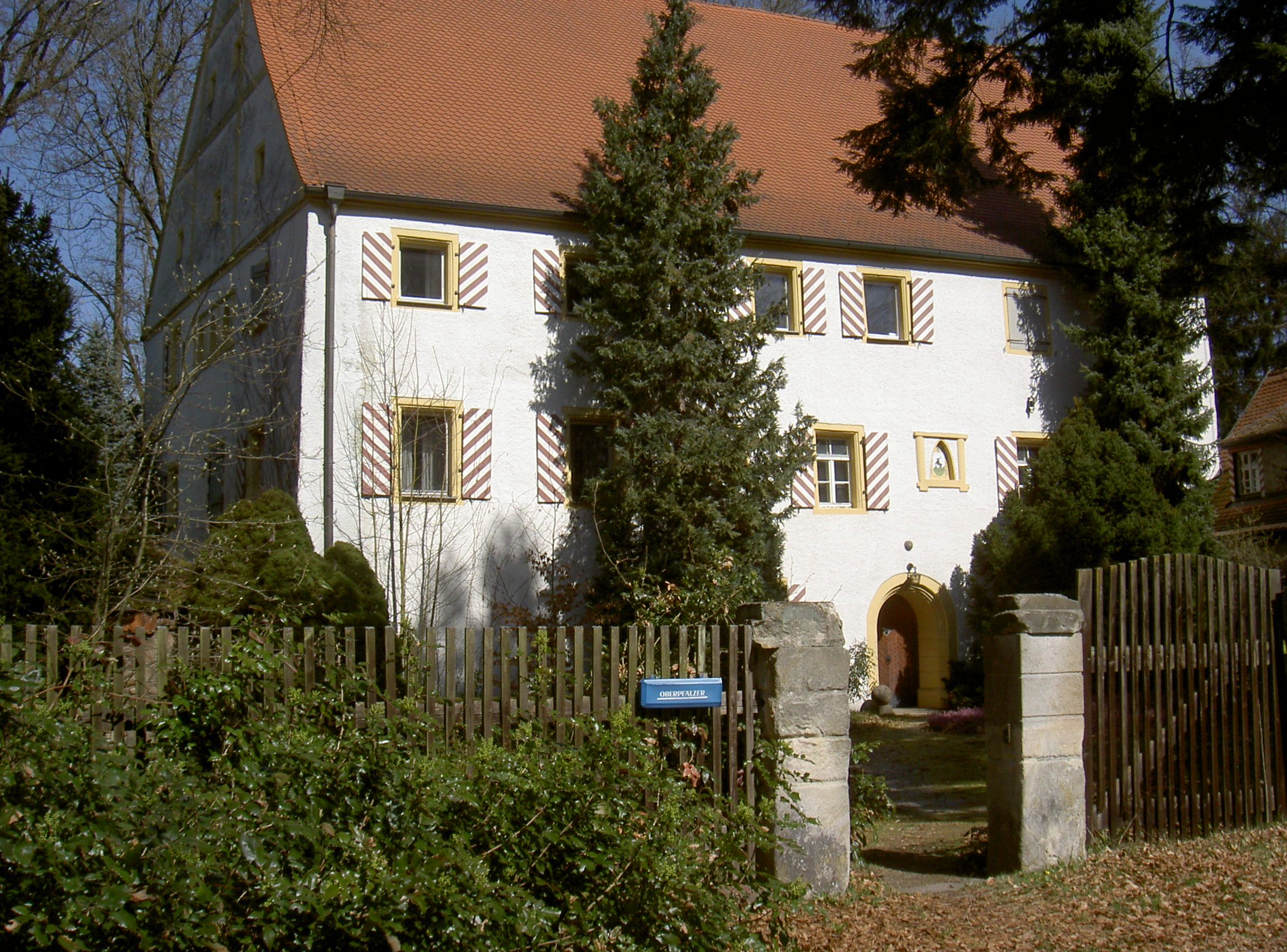
Hamerský zámeček v Unterwildenau

- Hamerský zámeček v UnterwildenauKostel svatého Michaela v Oberwildenau